# Elisa Damião
Elisa Maria Ramos Damião (Alcobaça, 10 de setembro de 1946 - 7 de maio de 2022) foi uma política portuguesa, dirigente da União Geral de Trabalhadores e deputada pelo Partido Socialista. Desempenhou funções na Assembleia da República de 1987 a 1999 e no Parlamento Europeu de 1998 a 2004.

## Biografia
Na década de 1980 fez parte da direcção de José Manuel Torres Couto na UGT. Foi também dirigente do Partido Socialista e membro do Conselho de Administração da Fundação Europeia para a Qualidade de Vida.
Entre 1987 e 1999 foi deputada socialista, eleita pelos círculos eleitorais de Braga (V Legislatura), Leiria (VI Legislatura) e Lisboa (VII Legislatura). Aí desempenhou o cargo de secretária de mesa da Assembleia da República. 
Enquanto deputada, pertenceu às seguintes comissões:
- Comissão de Trabalho, Segurança Social e Família (Presidente)
- Comissão Eventual para Análise e Acompanhamento da Realização da  Expo 98
- Comissão Eventual para a Revisão da Constituição
- Comissão Eventual de Contactos do Congresso de Deputados das Cortes Espanholas[4]

Entre 1999 e 2004 foi eurodeputada, tendo integrado a Comissão de Emprego e Assuntos Sociais e Delegação para as Relações com o Canadá.